# Эрискирх
Эрискирх (нем. Eriskirch) — община в Германии, в земле Баден-Вюртемберг. 
Подчиняется административному округу Тюбинген. Входит в состав района Боденское озеро.  Население составляет 4542 человека (на 31 декабря 2010 года). Занимает площадь 14,58 км².

## Фотографии

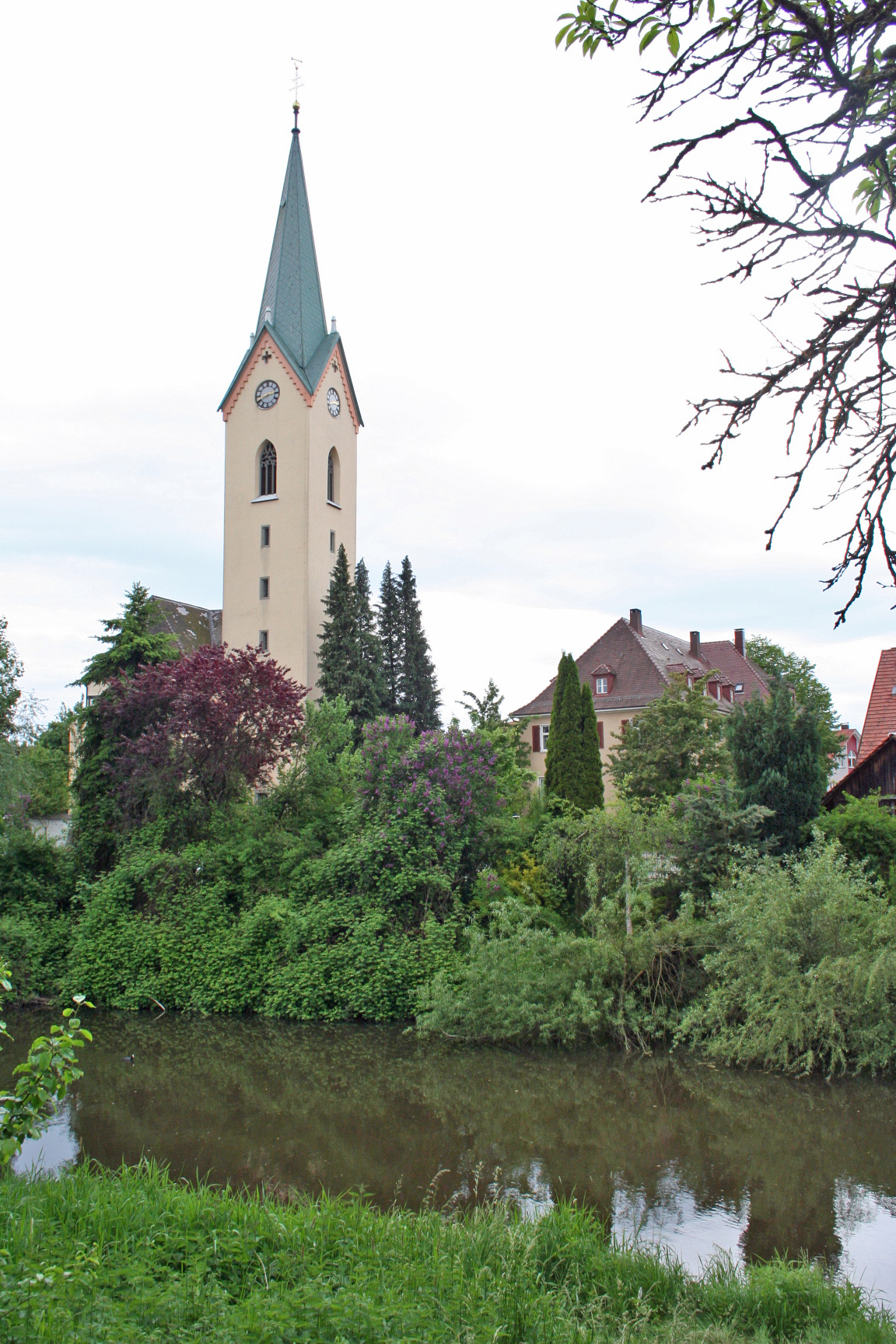
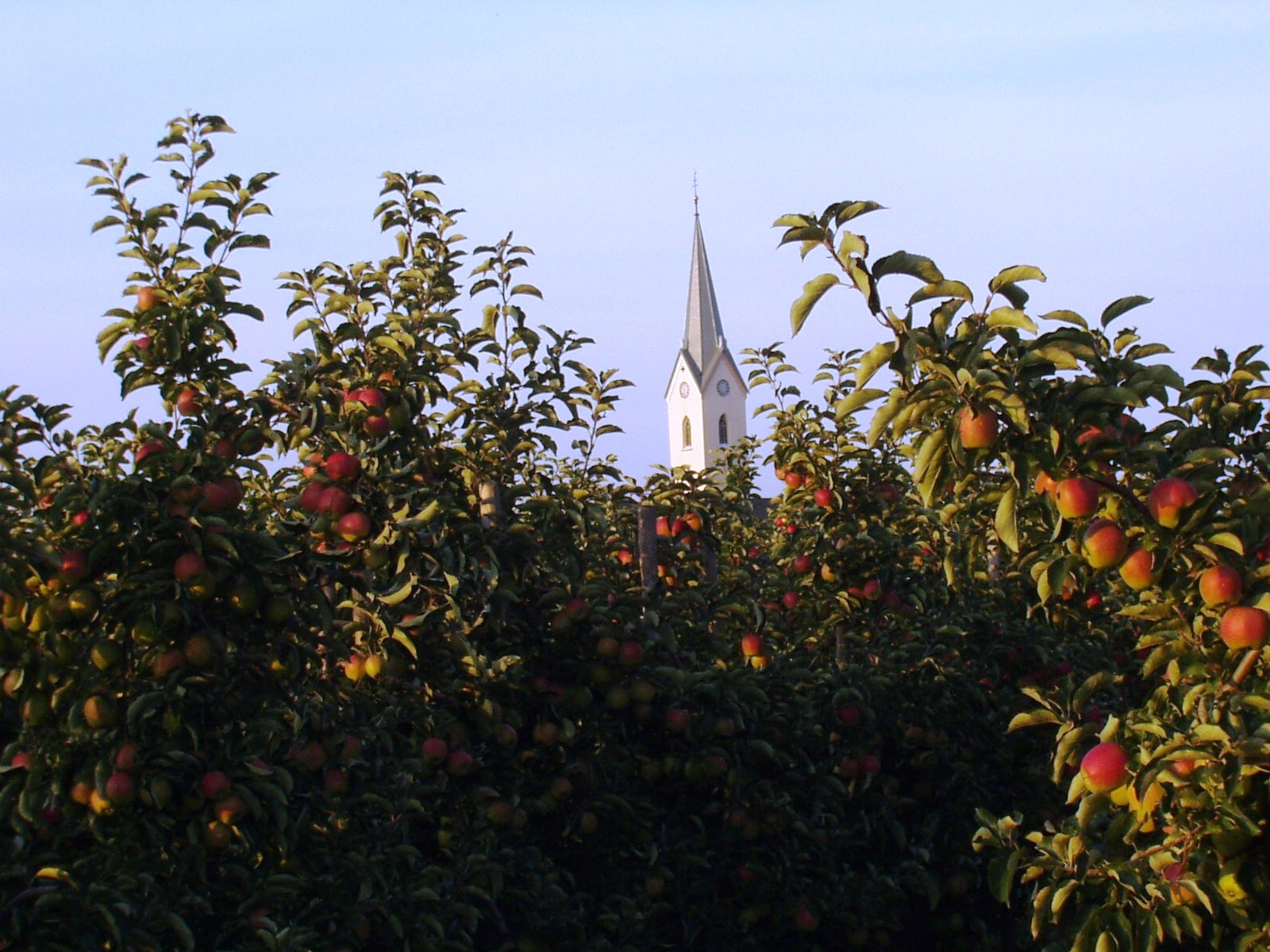
Церковь
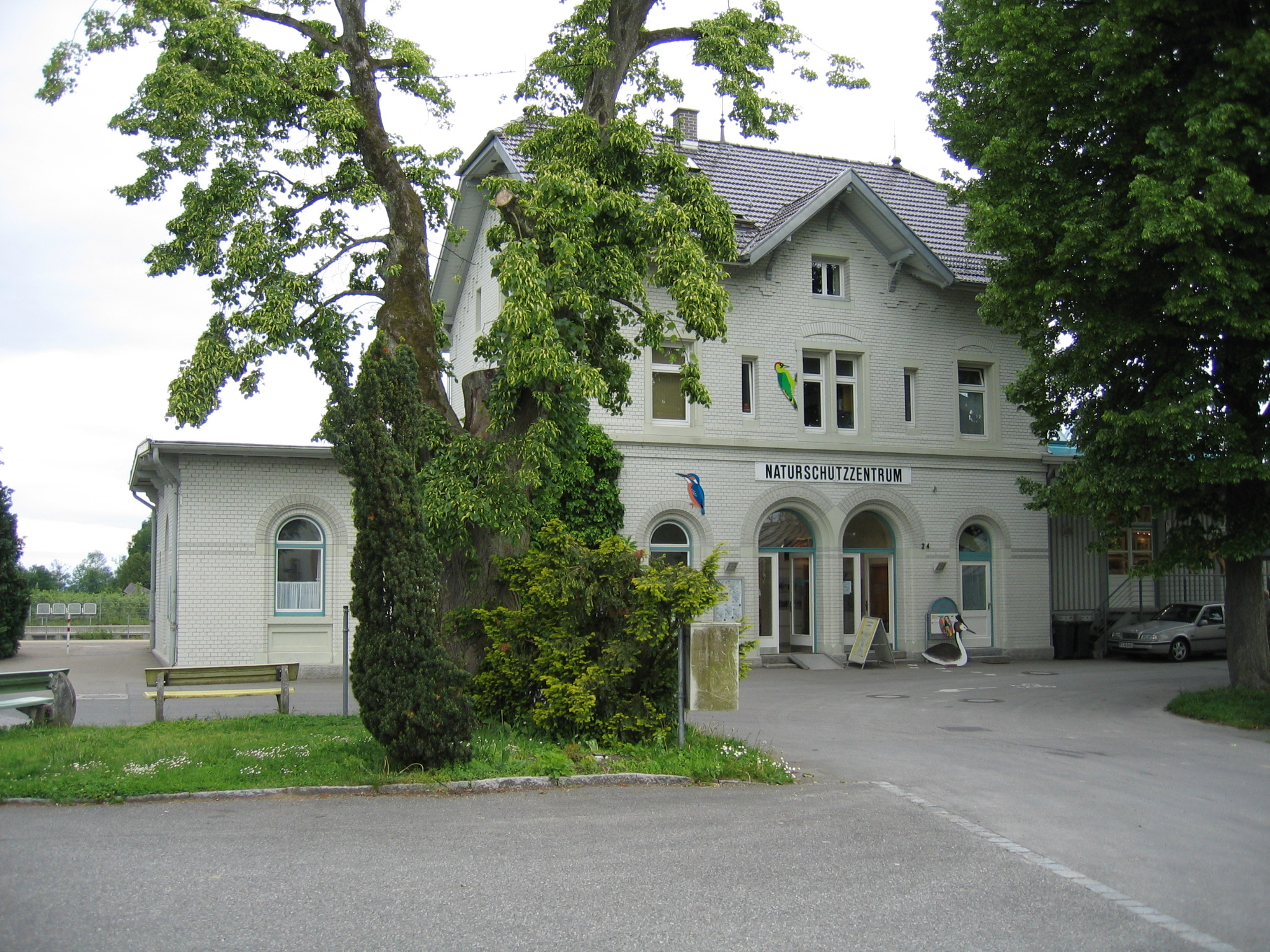